# Colyttus bilineatus
Colyttus bilineatus är en spindelart som beskrevs av Tord Tamerlan Teodor Thorell 1891. Colyttus bilineatus ingår i släktet Colyttus och familjen hoppspindlar. Inga underarter finns listade i Catalogue of Life.